# Protosmia monstrosa
Protosmia monstrosa är en biart som först beskrevs av Pérez 1895.  Protosmia monstrosa ingår i släktet Protosmia och familjen buksamlarbin. Inga underarter finns listade i Catalogue of Life.